# NGC 1137
NGC 1137 est une galaxie spirale entourée d'un anneau et située dans la constellation de la Baleine. NGC 1137 a été découverte par l'astronome américain Lewis Swift en 1885.

## Caractéristiques
Sa vitesse par rapport au fond diffus cosmologique est de 2 828 ± 15 km/s, ce qui correspond à une distance de Hubble de 41,72 ± 2,93 Mpc (∼136 millions d'al).
À ce jour, quatre mesures non basées sur le décalage vers le rouge (redshift) donnent une distance de 36,850 ± 6,651 Mpc (∼120 millions d'al), ce qui est à l'intérieur des valeurs de la distance de Hubble. Notons cependant que c'est avec la valeur moyenne des mesures indépendantes, lorsqu'elles existent, que la base de données NASA/IPAC calcule le diamètre d'une galaxie et qu'en conséquence le diamètre de NGC 1137 pourrait être d'environ 30,3 kpc (∼98 800 al) si on utilisait la distance de Hubble pour le calculer.
La classe de luminosité de NGC 1137 est II et elle présente une large raie HI.

## Supernova
La supernova SN 2010lp a été découverte dans NGC 1137 le 29 décembre 2010 par les astronomes amateurs américain Tim Puckett, canadien Jack Newton et un dénommé L. Cox. Cette supernova était de type Ia.

## Groupe de NGC 1137
NGC 1137 est la plus brillante galaxie d'un groupe de galaxies qui porte son nom. Le groupe de NGC 1137 compte au moins 5 membres, soit NGC 1137, NGC 1153, IC 273, IC 277 et UGC 2441. À ces cinq galaxies, il faut ajouter la galaxie UGC 2446, car elle forme une paire de galaxies avec NGC 1153.